# 希尔斯戴尔站
希尔斯戴尔站（英語：Hillsdale station）位于美国加利福尼亚州圣马特奥，是加州列车（Caltrain）的车站之一。该站为旧金山、圣马刁县和圣克拉拉县的通勤者提供服务。